# Fannia punctipennis
Fannia punctipennis är en tvåvingeart som beskrevs av Albuquerque 1954. Fannia punctipennis ingår i släktet Fannia och familjen takdansflugor. Inga underarter finns listade i Catalogue of Life.